# Mathieu Gorgelin
Mathieu Gorgelin, né le 5 août 1990 à Ambérieu-en-Bugey (Ain), est un footballeur français qui évolue au poste de gardien de but.

## Biographie

### En clubs

#### Les débuts
Mathieu Gorgelin commence le football au sein du club d’Ambérieu-en-Bugey à l'âge de six ans. Il teste plusieurs postes, avant de s’essayer dans les buts. C’est le déclic, et le voilà qui suit les traces de son père, lui-même gardien de but du club d’Ambérieu-en-Bugey pendant près de 2 décennies. Au mois de mai 2000, alors qu’il n’est que poussin et participe à un tournoi organisé par le Conseil général, des recruteurs sont sur place et notent immédiatement des qualités hors du commun chez le jeune garçon. Il a incontestablement tous les dons requis pour aller loin. L’Olympique lyonnais lui propose de s’engager au club alors qu'il est âgé de onze ans. Ses parents préfèrent décliner cette première offre pour laisser à Mathieu le temps de grandir un peu, tout en suivant une scolarité traditionnelle. Bon élève, Mathieu Gorgelin n’attend pas longtemps, puisque ses résultats lui permettent dès la saison suivante, en 2002, d’intégrer la section Sports-Études des espoirs de l’Olympique lyonnais. Très vite il recevra de nouvelles sollicitations mais décide de rester à l’OL. Sélectionné en équipe de France espoirs, Mathieu Gorgelin s’immisce petit à petit dans le groupe pro de l’OL. Il est récompensé à l'âge de 19 ans avec un premier contrat professionnel de 3 ans.

#### Prêt au Red Star FC (2012-2013)
Après avoir évolué les trois saisons précédentes avec la réserve de l'Olympique lyonnais en CFA, il est prêté au Red Star FC pour la saison 2011-2012. Il effectue 15 matchs de National et trois matchs de Coupe de France avec le Red Star FC, dont le 32e de face à l'Olympique de Marseille (défaite 0-5 au Stade de France).

#### Retour au club en tant que doublure (2013-2019)
Il effectue ses grands débuts avec l'équipe professionnelle de l'OL le 2 novembre 2013 contre l'EA Guingamp à la suite des blessures de Rémy Vercoutre et d'Anthony Lopes. Il est ensuite titulaire lors du match nul contre le HNK Rijeka en Ligue Europa, et prend part au derby, remporté 2-1 par les Lyonnais, face à l'AS Saint-Étienne. À l'issue de la saison, il signe une prolongation de contrat de trois saisons avec son club formateur. 
En juillet 2016, le joueur prolonge de nouveau avec l'Olympique lyonnais pour trois ans, étalant son bail jusqu'en 2020.
Au cours de la saison 2016-2017, il ne joue qu'un seul match en Ligue 1 lors de la réception de Dijon (victoire 4-2) à la suite d'une suspension d'Anthony Lopes.
Lors de la saison 2017-2018, il joue quatre matchs en Ligue 1 (tous en tant que titulaire) dont un derby face à l'AS Saint Étienne (1-1) en février 2018. Quelques mois plus tard, à la suite de la suspension d'Anthony Lopes, il enchaîne trois matchs d'affilée. 
Lors de la saison 2018-2019, il joue le match de la première journée le 12 août contre Amiens (victoire 2-0) ainsi que celui de la 2e contre Reims, intérim dû à la suspension d'Anthony Lopes. Comme à l'accoutumée, il est titularisé par Bruno Genesio lors des rencontres de Coupe de la Ligue, soit une victoire en huitièmes de finale et une défaite au tour suivant. La saison 2018-2019 est l'occasion pour lui de faire ses grands débuts en Ligue des champions, au Nou Camp, face au FC Barcelone de Lionel Messi et consorts. En effet, Anthony Lopes, titulaire pour cette rencontre, se blesse à la suite d'un contact avec Phillipe Coutinho à la demi-heure de jeu. Il joue donc près d'une heure, mais ne peut empêcher la défaite (5-1), auteur même une petite faute de main sur le but de Lionel Messi pour le 3-1.
Le 24 mai 2019, il dispute son dernier match sous le maillot lyonnais profitant de l'absence d'Anthony Lopes alors que le club est déjà qualifié en Ligue des champions.
Lors de la saison 2018-2019, il est avec Lucas Tousart l'un des deux délégués syndicaux de l'UNFP au sein de l'OL.

#### Le Havre AC (depuis 2019)
Le 28 juin 2019, Mathieu Gorgelin s'engage pour trois ans avec Le Havre AC.

### En équipe nationale
Mathieu Gorgelin joue deux matchs avec l'équipe de France des moins de 20 ans avant de se voir convoquer avec l'équipe de France espoirs. Il reçoit sa première et dernière sélection avec les espoirs le 24 mars 2011, lors d'un match face à l'Espagne. Auteur d'une sortie hasardeuse sur le premier but espagnol, le jeune gardien de l'Olympique lyonnais a fait une énorme erreur sur le deuxième but, inscrit par Rodri, même si la France menait déjà 3-0 à ce moment-là.

## Statistiques
| Saison                | Club                  | Championnat           | Championnat | Championnat | Coupe nationale | Coupe nationale | Coupe de la Ligue | Coupe de la Ligue | Compétition(s) continentale(s) | Compétition(s) continentale(s) | Compétition(s) continentale(s) | Total | Total |
| Saison                | Club                  | Division              | M.          | B.          | M.              | B.              | M.                | B.                | Comp.                          | M.                             | B.                             | M.    | B.    |
| 2011-2012             | Red Star FC (prêt)    | National              | 15          | 0           | 3               | 0               | -                 | -                 | -                              | -                              | -                              | 18    | 0     |
| 2012-2013             | Olympique lyonnais    | Ligue 1               | -           | -           | -               | -               | -                 | -                 | C3                             | -                              | -                              | 0     | 0     |
| 2013-2014             | Olympique lyonnais    | Ligue 1               | 2           | 0           | -               | -               | -                 | -                 | C3                             | 1                              | 0                              | 3     | 0     |
| 2014-2015             | Olympique lyonnais    | Ligue 1               | -           | -           | -               | -               | -                 | -                 | C3                             | -                              | -                              | 0     | 0     |
| 2015-2016             | Olympique lyonnais    | Ligue 1               | 1           | 0           | -               | -               | 2                 | 0                 | C1                             | -                              | -                              | 3     | 0     |
| 2016-2017             | Olympique lyonnais    | Ligue 1               | 1           | 0           | -               | -               | 1                 | 0                 | C1                             | -                              | -                              | 2     | 0     |
| 2017-2018             | Olympique lyonnais    | Ligue 1               | 4           | 0           | -               | -               | 1                 | 0                 | C3                             | -                              | -                              | 5     | 0     |
| 2018-2019             | Olympique lyonnais    | Ligue 1               | 4           | 0           | -               | -               | 2                 | 0                 | C1                             | 1                              | 0                              | 7     | 0     |
| Sous-total            | Sous-total            | Sous-total            | 12          | 0           | -               | -               | 6                 | 0                 | -                              | 2                              | 0                              | 20    | 0     |
| 2019-2020             | Le Havre AC           | Ligue 2               | 28          | 0           | 1               | 0               | -                 | -                 | -                              | -                              | -                              | 29    | 0     |
| 2020-2021             | Le Havre AC           | Ligue 2               | 36          | 0           | 0               | 0               | -                 | -                 | -                              | -                              | -                              | 36    | 0     |
| 2021-2022             | Le Havre AC           | Ligue 2               | 4           | 0           | 2               | 0               | -                 | -                 | -                              | -                              | -                              | 6     | 0     |
| 2022-2023             | Le Havre AC           | Ligue 2               | 7           | 0           | 1               | 0               | -                 | -                 | -                              | -                              | -                              | 8     | 0     |
| 2023-2024             | Le Havre AC           | Ligue 1               | 1           | 0           | 2               | 0               | -                 | -                 | -                              | -                              | -                              | 3     | 0     |
| 2024-2025             | Le Havre AC           | Ligue 1               | 16          | 0           | 1               | 0               | -                 | -                 | -                              | -                              | -                              | 17    | 0     |
| Sous-total            | Sous-total            | Sous-total            | 92          | 0           | 7               | 0               | -                 | -                 | -                              | -                              | -                              | 99    | 0     |
| Total sur la carrière | Total sur la carrière | Total sur la carrière | 119         | 0           | 10              | 0               | 6                 | 0                 | -                              | 2                              | 0                              | 137   | 0     |

## Palmarès
- Olympique lyonnais
  - Vice-champion de France de Ligue 1 en 2016

- Le Havre AC
  - Champion de France de Ligue 2 en 2023